# Stargate SG-1 (säsong 2)
Säsong 2 av den amerikansk-kanadensiska serien Stargate SG-1, började sändas den 26 juni 1998 på Showtime och avslutades efter 22 avsnitt den 10 februari 1999 på den brittiska kanalen Sky One, som tog över sändningarna i mitten av säsongen. Serien skapades av Brad Wright och Jonathan Glassner, som även tjänstgjorde som exekutiva producenter. Säsongens reguljära skådespelarensemble inkluderar Richard Dean Anderson, Michael Shanks, Amanda Tapping, Christopher Judge, och Don S. Davis.

## Produktion
Vaitiare Bandera, som spelade Sha're, var gravid på riktigt och väntade barn med Michael Shanks' under inspelningen av avsnittet "Secrets". Efter händelserna i avsnittet "A Matter of Time", kom Sally Malcolm att skriva två böcker med titlarna A Matter of Honor och The Cost of Honor, som i detalj kartlägger SG-1:s försök att rädda SG-10 från planeten. Längre fram i säsongen blev "Serpent's Song" det första SG-1-avsnittet som regisserades av Peter DeLuise. Han kom att fortsätta regissera fler avsnitt än vad någon annan regissör som varit involverad i serien har gjort, och gick även om Martin Wood, som började regissera avsnitt i första säsongen. "Out Of Mind" var andra gången ett "klippavsnitt" användes, efter det första "Politics" från första säsongen.

## Premiär och mottagande
"Holiday" fick en rating på 4,2 enligt Nielsen ratings, vilket gjorde den till avsnittet med högst rating i serien. Stargate SG-1 nominerades till en Saturn Award i kategorin "Best Genre Cable/Syndicated Series". Richard Dean Anderson hedrades med en Saturn Award för "Best Genre TV Actor", medan Daria Ellerman nominerades till en Gemini Award för "Best Picture Editing in a Dramatic Program or Series". Avsnittet "Holiday" nominerades till en Gemini i kategorin "Best Achievement in Make-Up".

## Huvudrollerna
- Richard Dean Anderson som Överste Jack O'Neill
- Michael Shanks som Dr. Daniel Jackson
- Amanda Tapping som Kapten Samantha Carter
- Christopher Judge som Teal'c
- Don S. Davis som General George Hammond

## Avsnitt
| Nr i serien | Nr i säsongen | Titel                         | Regissör          | Manus                                        | Originalvisning                                    |
| --- | ------------- | ----------------------------- | ----------------- | -------------------------------------------- | -------------------------------------------------- |
| 23 | 201           | "The Serpent's Lair (Part 3)" | Jonathan Glassner | Brad Wright                                  | 26 juni 1998 (Showtime)                            |
| Teal'cs förre mentor Bra'tac slåss tillsammans med SG-1 och Teal'c. Tillsammans lägger de ut bomber på Apophis skepp för att förstöra det innan det når Jorden. |               |                               |                   |                                              |                                                    |
| 24 | 202           | "In the Line of Duty"         | Martin Wood       | Robert C. Cooper                             | 3 juli 1998 (Showtime)                             |
| Carter blir besatt av en Goa'uld som upptäcks. Goa'uld säger att den är en Tok'ra, en motståndare till Goa'uldernas herrar. |               |                               |                   |                                              |                                                    |
| 25 | 203           | "Prisoners"                   | David Warry-Smith | Terry Curtis Fox                             | 10 juli 1998 (Showtime)                            |
| Efter att ha blivit dömda till livstids fängelse på en annan planet flyr SG-1 med hjälp av an kvinnlig fånge vid namn Linnea. |               |                               |                   |                                              |                                                    |
| 26 | 204           | "The Gamekeeper"              | Martin Wood       | Jonathan Glassner & Brad Wright              | 17 juli 1998 (Showtime)                            |
| SG-1 hittar en värld där hela befolkningen är fast i en virtuell verklighet i tron att deras värld är död. Även SG-1 fastnar i denna verklighet, men informerar de inneboende om att deras värld är vacker igen - detta leder till att alla blir fria. |               |                               |                   |                                              |                                                    |
| 27 | 205           | "Need"                        | David Warry-Smith | Robert C. Cooper & Damian Kindler            | 24 juli 1998 (Showtime)                            |
| Utomvärlds hindrar Daniel Jackson en kvinna från att ta livet av sig; hon blir kär i honom och använder Sarkofagens narkotiska effekter på honom så att han skall stanna med henne. SG-1 tar med honom hem och han rehabiliteras för att till slut bli sig själv igen. |               |                               |                   |                                              |                                                    |
| 28 | 206           | "Thor's Chariot"              | William Gereghty  | Katharyn Powers                              | 31 juli 1998 (Showtime)                            |
| SG-1 återvänder till Cimmeria för att hjälpa dem att försvara sin planet som Goa'ulderna invaderar. De tar kontakt med Tor som visar sig vara en Asgard. Han irriteras över att SG-1 har lagt sig i, men kommer trots det med sitt skepp och eliminerar invasionen. |               |                               |                   |                                              |                                                    |
| 29 | 207           | "Message in a Bottle"         | David Warry-Smith | Michael Greenburg, Jarrad Paul & Brad Wright | 7 augusti 1998 (Showtime)                          |
| SG-1 tar hem en mystisk sfär från en obeboelig planet. När de försöker sända tillbaka den skjuter den ut spjut; ett av dem genomborrar O'Neill. Efter försök att ta bort den märker SG-1 att den innehåller en utomjordisk ras. Rasen vill flyttas till en annan planet än Jorden; en mer passande planet för deras liv och de släpper Jack. |               |                               |                   |                                              |                                                    |
| 30 | 208           | "Family"                      | William Gereghty  | Katharyn Powers                              | 14 augusti 1998 (Showtime)                         |
| Bra'tac meddelar SGC att Apophis har kidnappat Teal'cs son Rya'c. När de återvänder till Chulak med SG-1 förstår Teal'c att hans son är hjärntvättad för att vara lojal till Apophis. De vänder sig till slut till en zat som neutraliserar hjärntvättningen. |               |                               |                   |                                              |                                                    |
| 31 | 209           | "Secrets"                     | Duane Clark       | Terry Curtis Fox                             | 21 augusti 1998 (Showtime)                         |
| För att hålla ett löfte till Sha'res far Kasuf reser Daniel och Teal'c till Abydos. Vid ankomsten får Daniel reda på att hans fru har blivit gravid med Apophis, efter ha blivit tillfångatagen av Goa'ulderna. |               |                               |                   |                                              |                                                    |
| 32 | 210           | "Bane"                        | David Warry-Smith | Robert C. Cooper                             | 25 september 1998 (Showtime)                       |
| Teal'c sticks av en underlig insekt när SG-1 utforskar BP6-3Q1. När de återvänder till Jorden börjar viruset att förändra Teal'cs DNA till insektens egen. Han flyr från SGC och blir vän med en liten flicka från gatan. Till slut blir han frisk. |               |                               |                   |                                              |                                                    |
| 3334 | 211212        | "The Tokr'a"                  | Brad Turner       | Jonathan Glassner                            | 2 oktober 1998 (Showtime)9 oktober 1998 (Showtime) |
| Jolinar (från andra säsongens andra avsnitt, "In the Line of Duty") har lämnat ett mentalt implantat i Samantha Carter. Hon drömmer om Stjärnportsadressen till den gömda Tok'ra-basen. SG-1 hittar slutligen Tok'ra. SG-1 vill bilda en allians med Tok'ra, men de tycker att Jorden inte har tillräckligt att ge. De är dock villiga att samarbeta om någon av dem frivilligt väljer att bli värd för en Tokr'a goa'uld, då en av Tokr'abärarna döende. Alliansen upprättas när Carters pappa, generalmajor Jacob Carter, som är döende i cancer, går med på att överta symbioten i den döende Tokr'ans kropp. |               |                               |                   |                                              |                                                    |
| 35 | 213           | "Spirits"                     | Martin Wood       | Tor Alexander Valenza                        | 23 oktober 1998 (Showtime)                         |
| SG-1 hittar en civilisation som lever efter de indianska religionerna i Nordamerika. Andarna i religionen får reda på att SG-1 vill utvinna trinium ur deras gruvor och de invaderar SGC. Det framkommer sedan att andarna är utomjordingar som bara låtsas vara andar. |               |                               |                   |                                              |                                                    |
| 36 | 214           | "Touchstone"                  | Brad Turner       | Sam Egan                                     | 30 oktober 1998 (Showtime)                         |
| Planeten Madrona anklagar SG-1 för att ha stulit 'the Touchstone'. De säger att män klädda i SGC-uniformer tog den. SG-1 anar att den andra stjärnporten på Jorden som hittades i Antarktis används utan tillåtelse. |               |                               |                   |                                              |                                                    |
| 37 | 215           | "The Fifth Race"              | David Warry-Smith | Robert C. Cooper                             | 16 december 1998 (Sky One)                         |
| En förvaringsplats för information från Antikarna tar tag i Jack och utomjordisk kunskap laddas ner i hans hjärna. Innan Jacks hjärna har tagits över upptäcker han (eller kommer ihåg/laddas upp från det han fick från förvaringsplatsen) en portadress till Asgardarna som tar bort informationen i hans hjärna, vilket räddar hans liv. |               |                               |                   |                                              |                                                    |
| 38 | 216           | "A Matter of Time"            | Jimmy Kaufman     | Misha Rashovichm & Brad Wright               | 9 december 1998 (Sky One)                          |
| SG-10 är strandade på en planet som ligger nära ett svart hål. SGC aktiverar porten för att ta reda på vad som hände, men de kan inte stänga den igen. Strax förstår de att eftersom planeten är så nära det svarta hålet påverkar den starka gravitationen även Jorden. Om de inte lyckas stänga av porten snart kommer hela SGC och i sinom tid hela Jorden att förstöras. |               |                               |                   |                                              |                                                    |
| 39 | 217           | "Holiday"                     | David Warry-Smith | Tor Alexander Valenza                        | 13 januari 1999 (Sky One)                          |
| SG-1 finner uppfinnaren Machello och hans häpnadsväckande Goa'uldvapen. Vid en demonstration av en av apparaterna faller han till golvet och Jackson blir osammanhängande. Det dröjer inte länge förrän man upptäcker att Daniel och Machello bytt kroppar. |               |                               |                   |                                              |                                                    |
| 40 | 218           | "Serpent's Song"              | Peter DeLuise     | Katharyn Powers                              | 6 januari 1999 (Sky One)                           |
| Apophis söker asyl på Jorden, då han jagas av Sokar. Han är allvarligt skadad, och Dr. Frasier kan inte göra annat än att lindra hans plågor. |               |                               |                   |                                              |                                                    |
| 41 | 219           | "One False Step"              | William Corcoran  | Michael Kaplan & John Sanborn                | 20 januari 1999 (Sky One)                          |
| SG-1 ger sig av för hämta en spaningsrobot som störtat på PJ2-455. Där upptäcker de en by med underliga varelser. Alla försök att kommunicera misslyckas. Snart börjar varelserna att kollapsa, och man är oroade över att ha fört med sig ett virus som kommer att döda alla på planeten. |               |                               |                   |                                              |                                                    |
| 42 | 220           | "Show and Tell"               | Peter DeLuise     | Jonathan Glassner                            | 3 februari 1999 (Sky One)                          |
| En obehörig resenär som kommer igenom Stjärnporten, och visar sig vara en genetiskt tillverkad pojke som skickats till SGC av en ras som kallar sig för Rhi'tu. |               |                               |                   |                                              |                                                    |
| 43 | 221           | "1969"                        | Charles Correll   | Brad Wright                                  | 27 januari 1999 (Sky One)                          |
| Istället för att resa till en annan planet, upptäcker SG-1 att de är kvar på jorden. Men de har färdats tillbaka i tiden, till år 1969. Nu måste de finna en väg tillbaka till sin egen tid utan att påverka historiens händelseförlopp! |               |                               |                   |                                              |                                                    |
| 44 | 222           | "Out of Mind (Del 1)"         | Martin Wood       | Jonathan Glassner & Brad Wright              | 10 februari 1999 (Sky One)                         |
| O’Neill blir återupplivad och får reda på att han är den ende kvarstående medlemmen av SG-1 och att året är 2077! I två andra rum får även Daniel Jackson och major Samantha Carter var för sig höra samma sak. |               |                               |                   |                                              |                                                    |

## DVD premiär
| DVD-namn                    | Region 1         | Region 2        | Region 4         |
| --------------------------- | ---------------- | --------------- | ---------------- |
| Stargate SG-1 Säsong 2      | 3 september 2002 | 27 januari 2003 | 18 februari 2004 |
| Volym 2 (201–204)           | —                | 20 mars 2000    | —                |
| Volym 3 (205–208)           | —                | 24 april 2000   | —                |
| Volym 4 (209–211, 213)      | —                | 29 maj 2000     | —                |
| Volym 5 (212, 214–216)      | —                | 26 juni 2000    | —                |
| Volym 6 (217–220)           | —                | 24 juli 2000    | —                |
| Volym 7 (221–222, 110, 114) | —                | 28 augusti 2000 | —                |